# Rio Alagón

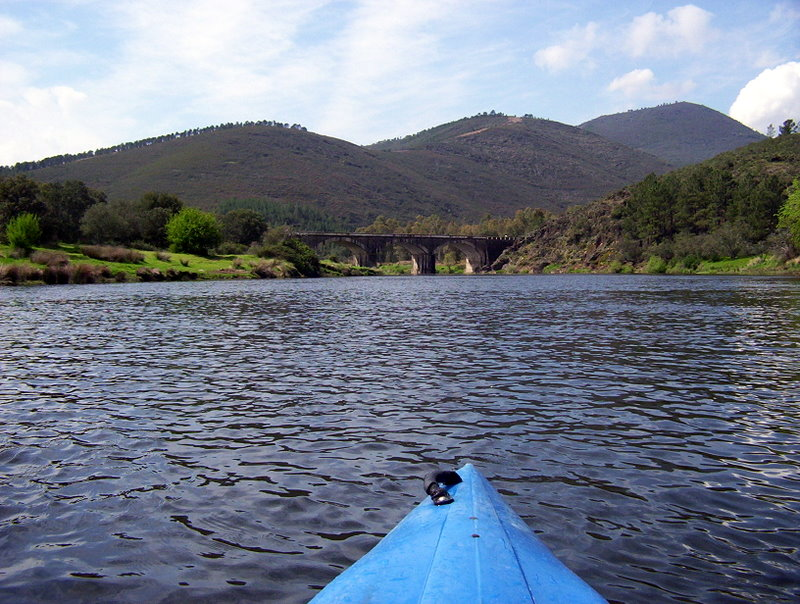
Rio Alagón, a jusante de Sotoserrano
O rio Alagón é um dos principais afluentes do rio Tejo em Espanha. Atravessa Castela e Leão e Estremadura, banhando Coria, Garcibuey e Ceclavín. Desagua no rio Tejo perto de Alcántara.